# Berlin-Hakenfelde
Berlin-Hakenfelde [ˈhaːkənˌfɛldə]  est un des neuf quartiers de l'arrondissement de Spandau dans l'ouest de la capitale allemande. Avant des réformes administratives de 2001, le territoire formait une partie du district de Spandau. 

## Géographie

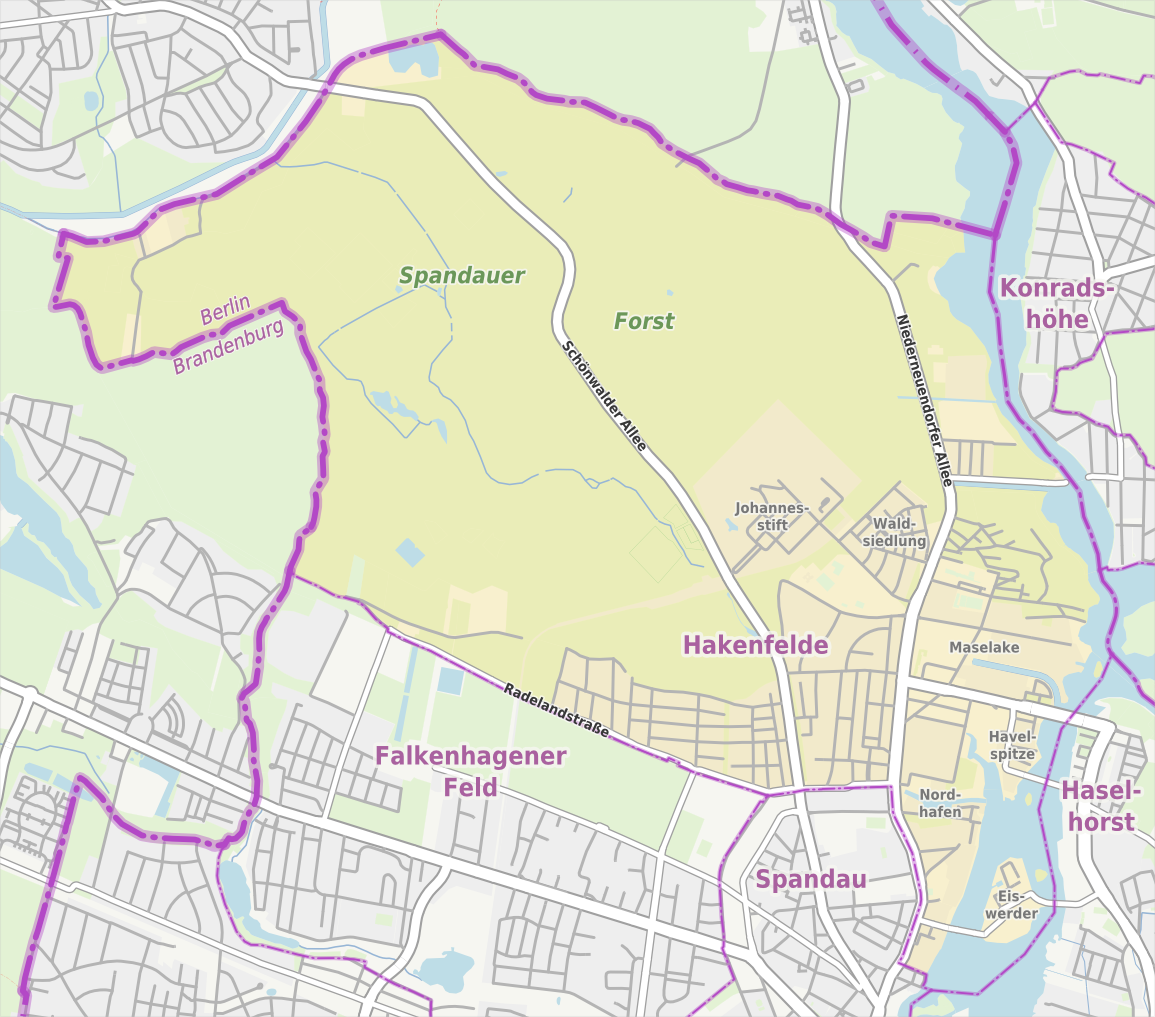
Carte de Hakenfelde et des quartiers limitrophes.

Le quartier se trouve dans les bas-fonds sur la rive occidentale de la rivière Havel en amont de sa confluence avec la Sprée. À l'est il confine à l'arrondissement de Reinickendorf, au nord et à l'ouest, la frontière de la cité de Berlin le sépare du land de Brandebourg. Vers le sud, Hakenfelde confine aux quartiers de Spandau et de Falkenhagener Feld ; au sud-est, au delà de la Havel, il est limitrophe du quartier de Haselhorst.
Une grande partie du quartier est recouvert par la vaste forêt de Spandau (Spandauer Forst), une zone de détente appréciée. Une institution diaconale, le Johannisstift fondée par Johann Hinrich Wichern, y s'installa en 1910.

## Population
Le quartier comptait 28 709 habitants le 1er janvier 2017 selon le registre des déclarations domiciliaires, c'est-à-dire 1 409 hab./km2.